# هاروی لودیش

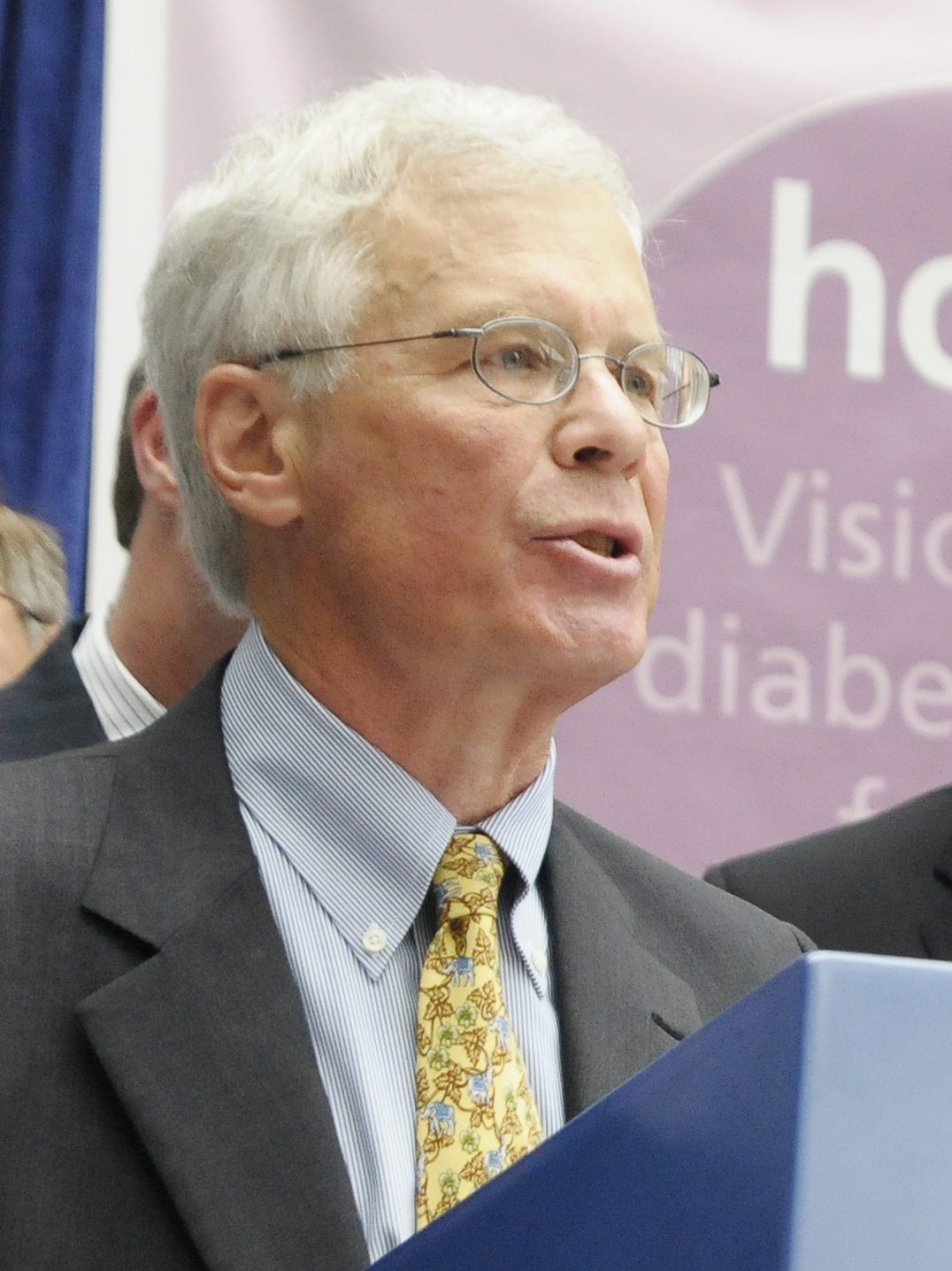
هاروی لودیش، زیست‌شناس سلولی و ملوکولی - ۲۰۰۸

هاروی لودیش (به انگلیسی: Harvey Lodish)، (زادهٔ ۱۶ نوامبر ۱۹۴۱ در اوهایو)، زیست‌شناس در زمینهٔ سلولی و مولکولی است.

## فعالیت‌های علمی
درجه Summa Cum Laude و با بالاترین افتخارات در شیمی و ریاضیات، از کالج Kenyon در سال ۱۹۶۲
مدرک ژنتیک با دکتر نورتون زیندر از دانشگاه راکفلر در سال ۱۹۶۶
پس از دو سال تحقیق در رشته دکتری در آزمایشگاه زیست‌شناسی مولکولی دانشگاه M.R.C با دکتر سیدنی برنر و فرانسیس کریک (برندگان جایزه نوبل فیزیولوژی و پزشکی، ۲۰۰۲ و ۱۹۶۲)، به دانشکده گروه زیست‌شناسی MIT پیوستند.
او در سال ۱۹۷۶ به درچه استاد رسید و در سال ۱۹۸۳ عضو مؤسسه تحقیقات بیومدیک Whitehead توسط دیوید بالتیمور (برنده جایزه نوبل فیزیولوژی و پزشکی، ۱۹۷۵) شد.
در سال ۱۹۹۹ دکتر Lodish پروفسور مهندسی زیست‌شناسی در بخش جدید مهندسی زیست‌شناسی MIT شد.
دکتر لودیش در هیئت‌های مشاوره ای برای مؤسسه ملی موسسات بهداشت و علوم ملی و انجمن سرطان آمریکا خدمت کرده‌است. او رئیس هیئت مشاوره بخش علوم پایه مرکز سرطان Fred Hutchinson و مؤسسه تحقیقات Lerner در کلینیک کلیولند بود.
او در هیئت مشاوره ای چندین مؤسسه دیگر خدمت می‌کند. از جمله:
Biozentrum از دانشگاه بازل
آزمایشگاه زیست‌شناسی اروپا در Heidelberg
مرکز بیولوژی مولکولی Heidelberg (ZMBH) در آلمان
مؤسسه علوم زندگی دانشگاه میشیگان
برنامه دانش پژوهان PEW در علوم زیستی
و در حال حاضر در کمیته‌های بازدید از بخش انستیتو فناوری کالیفرنیا زیست‌شناسی و بخش مهندسی از دانشگاه سانتا باربارا کالیفرنیا
از سال ۱۹۸۹ تا ۲۰۰۷ دکتر لدیش عضو هیئت امناء دانشکده Kenyon بود